# Ibrahim Vargas
Pour les articles homonymes, voir Vargas.
Ibrahim Vargas, fils d’un ancien corrégidor morisque d’Hornachos, en Estrémadure (Espagne), fut le premier gouverneur de l'entité politique qui allait devenir la République du Bouregreg.
Récemment arrivé sur la rive gauche du Bouregreg, il avait tout d'abord embrassé la religion chrétienne, pour se convertir ensuite à l'Islam. Il fut un corsaire fameux. Parmi ses descendants, les actuels Bargach de Rabat furent, et continuent d'être, l'une des familles influentes de la capitale marocaine.